# Abigail McCluskey
Abigail McCluskey (26 juni 1996) is een Canadees langebaanschaatsster.
In 2020 start McCluskey op de Wereldkampioenschappen schaatsen afstanden 2020 - 1000 meter vrouwen.

## Records

### Persoonlijke records[1]
| Afstand    | Tijd    | Datum            | Baan           |
| ---------- | ------- | ---------------- | -------------- |
| 500 meter  | 39,09   | 3 januari 2020   | Calgary        |
| 1000 meter | 1.15,60 | 4 januari 2020   | Calgary        |
| 1500 meter | 1.55,19 | 16 februari 2020 | Salt Lake City |
| 3000 meter | 4.03,84 | 7 februari 2020  | Calgary        |
| 5000 meter | 7.21,50 | 18 oktober 2019  | Calgary        |

## Resultaten
| Jaar | WK Allround             | WK Sprint                | WK Afstanden        |
| ---- | ----------------------- | ------------------------ | ------------------- |
| 2020 |                         | 21e (25e, 21e, 24e, 15e) | 24e 1000m 19e 1500m |
| 2021 |                         |                          | 21e 1500m 18e 3000m |
|      |                         |                          |                     |
| 2024 | NC15 (16e, 16e, 15e, -) |                          | 15e 1500m           |